# Асад Бабил
Асад Бабил или Вавилонски лъв (на арабски: اسد بابل) е иракски основен боен танк, създаден на базата на Т-72.

## История
През 1986 година в град Таджи е построен завод за стомана съвместно с голяма западногерманска компания. Производството е съсредоточено върху стоманени компоненти за военни цели, както и технологии за възстановяване, поправка и модернизация на иракските танкове (Т-55 и Тип 69). Първият местен Т-72 е произведен през 1989 след сключено споразумение с Полша за доставка на най-необходимите части. Съществуващите вече танкове в иракския инвентар са също полски Т-72М. След инвазията на Кувейт (1990) на Ирак е наложено второ ембарго, ограничаващо производството на завода до резервни части. На практика Асад Бабил е идентичен с Т-72М. Въпреки това двата се различават драстично както по начина на конструкция, така и по качеството на използваните материали. Едно от подобренията, включени в иракския вариант, е добавянето на електрооптични противомерки срещу ПТУР и други управляеми ракети, както и подсилена челна и задна броня. Малко от произведените машини са били оборудвани с лазерен далекомер, термографски прибори и реактивна броня.

## Употреба
Смята се, че Асад Бабил е най-разпространеният танк на служба в иракската армия по време на Войната в Залива, но всъщност това е Тип 69QM, иракски вариант на китайския Тип 69. Единствено частите на Републиканската гвардия са използвали вариантите на Т-72. По време и на двете войни в Залива (1991 и 2003) представянето на Асад Бабил срещу американските и западните танкове е много слабо. Танкът е бил разработен на базата на експортен вариант на най-стария модел на Т-72, който далеч не е имал боеспособността на модерните танкове. Трябва обаче да се вземе предвид факта, че Асад Бабил е създаден за сражения със съседите на Ирак, а не със западни страни. Именно тази непредвидливост на иракските инженери довежда то отчайващите резултати на бойното поле.
Дори в ръцете на опитен екипаж, танкът е бил лесна мишена за М1 Ейбрамс и който и да било друг западен танк. Например 120-милиметров кинетичен снаряд с обеднен уран е способен да пробие бронята му от разстояние на 3000 метра, докато максималният обсег на иракските боеприпаси с волфрамово ядро е не повече 1800 метра. Много иракски танкове дори са стреляли с кинетични снаряди със стоманен сърдечник, или дори учебни боеприпаси. Единствената възможност на Асад Бабил да унищожи американски танк, е да примами врага на достатъчно близко разстояние, или да бъде организирана засада, но дори в такива случаи Ейбрамс побеждават иракските машини без никакви загуби. Пример за това е битката при Махмудия през 2003, където американските М1 се приближават на не повече от 60 метра до врага и унищожават всичките му 7 танка без загуби. Друг проблем за иракчаните е представлявала липсата на лазерни далекомери и устройства за нощно виждане, и не на последно място изключително слабата подготовка на танкистите.
И през двете войни по-малко от десетина американски бронирани машини са унищожени от различни иракски танкове. Четири от тези машини са били бронирани камиони, един от които прегазен от Тип 69 край Насирия.

### Войната в Залива
Сухопътната война започва на 24 февруари и продължава до 27 февруари, когато последните иракски военни части са изтласкани извън Кувейт и президентът Джордж Х. У. Буш обявява прекратяване на огъня. Асад Бабил служи най-активно в дивизията „Тауакална“ („Бог е с нас“) на Републиканската гвардия. Цялата дивизия е била унищожена след едновременните атаки на няколко американски бронетанкови части.

#### Срещу М1 Ейбрамс
Първоначално се е смятало, че десетина танка М1 Ейбрамс са били улучени и повредени от Асад Бабил, но след по-задълбочен анализ на пораженията се оказва, че шест от тях без съмнение са били улучени от приятелски огън. Въпреки че построените в гр. Таджи танкове са изоставали с 10 – 15 години от съвременните ОБТ в технологично отношение, някои експерти се съмняват, че нито един американски танк не е бил унищожени от иракски Т-72 Вавилонски лъв. Бригаден генерал Робърт Скейлс твърди, че най-малко два танка М1А1 (B-23 и D-24) са били унищожени от вкопани в земята иракски танкове, вероятно с кинетични снаряди. Сражението е било срещу бригада от „Тауакална“ на 26 февруари 1991 малко преди полунощ. В него участват части от Първа американска бронирана дивизия. Двата унищожени танка „Ейбрамс“ са били улучени отзад, а още два са поразени от противотанкови ракети, но се задържат в битка въпреки пораженията.
Първият танк, B-23, е бил ударен от кумулативен боеприпас с неизвестен произход (най-вероятно ракети Хелфайър, описан като „малък кумулативен снаряд“), а после от 125-мм кинетичен снаряд от танк Асад Бабил.

### Инвазия на Ирак през 2003
През 2003 оцелелите танкове Асад Бабил, почти всичките част от дивизията „Медина“, са били разположени около Багдад като последна защита на стария режим. Този път тяхната цел са предимно леките возила, като „Хъмви“ и М2 Брадли. Срещу тях иракските танкове имат известни успехи, но американските Ейбрамс по-късно унищожават всички вражески машини. Много от Асад Бабил са били изоставени от екипажите си без дори да изстрелят един снаряд. Някои от оцелелите танкове са били дадени за скрап или изпратени в САЩ за използване като учебни мишени. Други са били включени в новата иракска армия.

### Заключения
Асад Бабил, както и повечето от останалите иракски танкове, са били използвани по-скоро като артилерийски огневи точки вкопани в земята, отколкото като високопроходими и подвижни бойни машини. Иракските военни са изхабили голям брой фугасни и дори кинетични снаряди в непряк огън от укрепени позиции, без да постигнат нищо, след което са били лесна мишена за противотанкови ракети, щурмови самолети А-10 и вертолети „Апачи“. Както става ясно, засадите от укрепени позиции са били също неуспешни, и всички иракски Т-72 са били унищожени от ОБТ-та и БМП-та на коалиционните сили. Въпреки това унищожението на дивизията „Тауакална“ е отнело на съюзниците прекалено много време, и те не са успели да засегнат други иракски дивизии преди прекратяването на огъня. Някои изследователи смятат, че оцеляването на режима на Саддам в следващите 12 години се дължи именно на този факт.

## Броня
Стандартната броня на танка е същата като тази на износния модел Т-72М, без никакви композитни материали и частично ламинирана. Стоманата е нискокачествена, местно производство и съдържа примеси, които я правят по-неустойчива. Бронезащитата отстрани е едва 60 мм, на купола 300 мм и в задната част 45 мм. Иракчаните по-късно добавят допълнителни бронелистове. Модификацията се оказва ефективна срещу фугасни и някои кумулативни боеприпаси. Има сведения за оцелели Т-72, ударени от ракети „Хелфайър“ или TOW, макар самите машини след това да бъдат изкарани от строя. Вероятно ракетите са били отклонени от електрооптичните противомерки. Има случай в битката при Махмудия през 2003, когато танк Ейбрамс изстрелва 120-мм фугасен снаряд и удря Асад Бабил директно в челната броня без почти никакви последици. Американски военен командир твърди, че 5 от иракските танкове са били оборудвани с реактивна броня.
Интересна е една от иновациите на танка, създадена в завода в гр. Таджи. В предната част на танка, както и на купола, са били заварени 30-мм бронирани плочи, като между тях и корпуса на танка е оставена разстояние, също от 30 мм. Целта на тази техника е струята на взрива да попадне във въздушния слой без самият снаряд да засегне корпуса. Иракските инженери тестват този тип броня срещу оръдие на танк Чийфтейн с голям успех. Техниката е била възприета от руснаците, които я прилагат в новия Т-90. Има сведения за два 25-мм противотанкови снаряда от М2 Брадли, които отскачат от бронята на Асад Бабил без никакви поражения през 1991.

## Днес
След създаването на Новата иракска армия правителството решава да възстанови или закупи танкове Т-72, тъй като оцелелите и предалите се иракски танкисти имат опит с тях. На служба са от 77 до 100 танка, като почти половината от тях са от типа Асад Бабил.